# Euphorbia meuleniana
Euphorbia meuleniana là một loài thực vật thuộc họ Euphorbiaceae. Đây là loài đặc hữu của Yemen.